# 蘇菲·高波倫
蘇菲·高波倫（芬蘭語：Suvi Koponen；1988年3月26日—），芬蘭超級名模。她是高級時裝品牌：Calvin Klein、Emporio Armani、Blumarine的代言人。蘇菲上過Numero及V等雜誌封面或內頁，也有參與Christian Dior、Versace、Gucci等著名時裝及奢侈品的時裝展。